# Trematopygus terebrator
Trematopygus terebrator là một loài tò vò trong họ Ichneumonidae.